# Pap (família)
Pap (en llatí Papus) era el nom d'una família romana d'origen patrici, que formava part de la gens Emília.
Alguns personatges destacats d'aquesta família van ser: 
- Marc Emili Pap, dictador l'any 321 aC
- Quint Emili Pap, dues vegades cònsol, el 282 aC i el 278 aC
- Luci Emili Pap (cònsol), cònsol el 225 aC
- Luci Emili Pap (pretor), pretor el 205 aC